# 哪吒與楊戩
《哪吒與楊戩》（英語：Ne Zha and Yang Jian），待播的中國大陸商周古裝電視劇，是慈文傳媒集團，能量（天津）影視制作有限公司和香港電視廣播有限公司合拍的古裝著名神話電視劇；由王祖藍、鍾嘉欣、高雲翔及穎兒領銜主演，監製和編劇為王晶。本劇早於2015年4月已經開機拍攝，並於同年7月殺青。然而因高雲翔澳洲性侵事件，此劇被無限期延播。
此劇為2016無綫節目巡禮之一、此劇為2016年香港國際影視展12部推介劇集之一。

## 演員表
| 演員   | 角色     | 粵語配音 | 暱稱／關係                                                        |
| 王祖藍 | 哪吒     | 原演員   | 李靖之子 楊戩、雷震子之好友                                       |
| 鍾嘉欣 | 楊秀英   | 原演員   | 楊戩之妹，喜歡哪吒                                                |
| 高雲翔 | 楊戩     |          | 哪吒、雷震子之好友 楊秀英之兄                                     |
| 穎兒   | 蘇妲己   |          | 哪吒、楊戩、雷震子的師妹，因愛楊戩成恨 後為紂王之妃，被九尾狐附身 |
| 羅家英 | 姜子牙   | 原演員   | 哪吒、楊戩、雷震子的師父                                          |
| 何廣沛 | 黃天化   | 原演員   |                                                                   |
| 王子涵 |          | 原演員   |                                                                   |
| 林子聰 | 雷震子   |          | 哪吒、楊戩之好友                                                  |
| 胡然   | 吉公主   |          | 西周公主                                                          |
| 孟瑤   | 九尾狐   |          | 附上蘇妲己之身                                                    |
| 丁野   | 周武王   |          |                                                                   |
| 葉項明 | 紂王     |          |                                                                   |
| 吳樾   | 李靖     |          | 哪吒之父                                                          |
| 陳紫函 | 殷蓮花   |          | 哪吒之母                                                          |
| 文凱玲 | 鄧嬋玉   | 原演員   | 喜歡楊戩                                                          |
| 朱璇   | 姜麗萍   |          | 紂王之妻                                                          |
| 郭沁含 | 赤炼仙子 |          |                                                                   |

## 外部連結
- 《哪吒與楊戩》最新消息 - Instagram
- YouTube上的《哪吒與楊戩》 TVB邁步向前節目巡禮2016
- 豆瓣电影上《哪吒與楊戩》的資料 （简体中文）